# Massaker in Korea
Massaker in Korea (frz.: Massacre en Corée) ist der Titel eines Ölgemäldes des spanischen Malers Pablo Picasso aus dem Jahr 1951. Es gehört zur Sammlung des Musée Picasso in Paris.

## Beschreibung und Hintergrund
Das von grauen Farbtönen dominierte Werk zeigt links eine Gruppe von vier verängstigt wirkenden nackten Frauen mit ihren Hilfe suchenden Kindern. Zwei der Frauen sind schwanger. Ihnen gegenüber steht rechts eine Gruppe teils nackter, teils mit einer Rüstung versehener Soldaten, deren Gesichter durch Helme unkenntlich gemacht sind. Ihre Gewehre, die zum Teil drei Läufe haben, sind auf die Frauen und Kinder gerichtet. Der rechts außen stehende Krieger schwingt, halb abgewendet, ein Schwert gegen die Frauengruppe. Eine Berg- und Tallandschaft mit Fluss, der das Bild mittig teilt, sowie eine noch brennende Ruine auf dem Berg bilden den Hintergrund.
Picasso malte 1951 das Bild unter Bezug auf das Massaker in der nordkoreanischen Provinz Sinchon im Koreakrieg. Es ist als Kritik gegen die US-amerikanische Intervention zu sehen und sollte generell gegen Kriege ein Zeichen setzen. Ein früheres Antikriegsbild war 1937 mit dem Gemälde Guernica, nach der Bombardierung der spanischen Stadt Guernica, entstanden.

## Bildzitate
Picasso bezieht sich in der Bildkomposition auf Francisco de Goyas Die Erschießung der Aufständischen (1814), das die Hinrichtung spanischer Aufständischer in Madrid auf Befehl des Oberkommandierenden der französischen Besatzungstruppen zeigt. 
Er wählt ein rechteckiges Bildformat und ein Triptychon als Komposition. Die Frau mit offenen Armen in der Mitte der Frauengruppe zitiert die christliche Jesus-Ikonografie.